# Jean-Baptiste Gélineau
Pour les articles homonymes, voir Gélineau.
 (février 2025).
Jean-Baptiste Edouard Gélineau, né le 23 décembre 1828 à Blaye et mort le 2 mars 1906 à Argelès-Gazost, est un médecin neurologue français. 
Il est  notamment éponyme d'un syndrome neurologique défini par la triade clinique narcolepsie, cataplexie et hallucinations hypnagogiques.

## Carrière

### Jeunesse dans la marine
Il étudie la médecine à l'École de médecine navale de Rochefort et participe, encore jeune étudiant, à la lutte contre l'épidémie de choléra de La Rochelle (septembre 1849). 
En 1849, il est nommé interne de l'Hôpital Naval de Rochefort et en 1850 chirurgien de troisième classe dans la Marine et affecté dans les colonies françaises de l'Océan Indien, La Réunion d'abord, puis Mayotte et les autres îles de l'archipel des Comores. 
Il publiera plus tard (en 1905) un « Souvenirs de l'Île de la Réunion », dans lequel il décrit la société coloniale et l'abolition de l'esclavage. On y trouve notamment la description d'Élise, une beauté créole présentée comme la maîtresse d'un jeune officier de marine, qui mit au monde un enfant mort prématurément. Cette histoire est vraisemblablement inspirée d'un épisode autobiographique.
De retour à Rochefort en août 1854, il est nommé chirurgien de 2e classe, puis affecté, en janvier 1855, sur la corvette l'Embuscade qui effectue une mission de 3 ans et demie autour de l'Amérique du Sud et jusqu'à Hawaï. 
Il est de retour en 1858.
En 1858, il soutient à la faculté de Montpellier une thèse de doctorat intitulée « Aperçu Médical de I'Île de Mayotte », qui reprend les observations récoltées durant son séjour d'un an dans cette île.
Il démissionne de la marine en 1860.

### Retour en métropole
Il s'installe en 1862, à Aigrefeuille d'Aunis (Charente inférieure) ; il exerce comme médecin de campagne.  
Sa lutte contre les épidémies au moment de la guerre de 1870 lui vaudra la Légion d'honneur en 1900.  
En 1871 il met sur le marché les « pilules du Docteur Gélineau », à base de bromure et d'arsenic, pour traiter l'épilepsie.  
Il s’installe à Paris, probablement début 1878, et se spécialise dans les maladies nerveuses.  
Gélineau fut le créateur de la Société Française des Eaux Minérales, exploitant les sources Perles à Vals. En 1881, il fonde la Prévoyance médicale, la première mutuelle de retraite pour les médecins. Il est secrétaire de la Société contre l'abus du tabac (autour de 1894).
Il est l'auteur de 19 livres, de nombreuses articles et communications dans les journaux médicaux et grand-public ; en particulier, il rédige 239 « causeries médicales » pour l'Observateur Français (organe de la papauté, à l'égal de l'Observatore Romano en Italie). Une moitié est un feuilletonnage de ses livres de médecine destinés au grand public.
Il est membre de la Société des archives historique du Saintonge et de l'Aunis, et publie plusieurs livres sur l'histoire de Blaye.

### Le syndrome de Gélineau
En 1880, il décrit le syndrome qui porte son nom, en introduisant le terme de « narcolepsie » (littéralement : attaques de sommeil) en 1880. Ce phénomène avait cependant été décrit trois ans plus tôt par Westphal. Le « syndrome de Gélineau », consiste en l'association somnolence diurne + narcolepsie + cataplexie + hallucinations hypnagogiques ; il a été désigné par certains auteurs comme maladie de Gélineau-Redlich, et par d’autres comme « maladie d’Adie », car William J. Adie y consacra sa thèse et un important article paru dans la revue Brain en 1926. C’est Löwenfeld qui introduisit en 1902 le terme de cataplexie.

### Dernières années
Devenu sourd, il se retire à Blaye vers 1899, où il a fait construire un « château » et créer un domaine viticole (Chateau Sainte-Luce-La-Tour). La qualité de son vin de Bordeaux lui valut plusieurs médailles d'or aux expositions d'Anvers et de Paris.
Gélineau meurt le 2 mars 1906, à Argelès-Gazost, dans les Pyrénées.

## Distinctions

### Décorations
- Chevalier de la Légion d'honneur
- Officier d'académie
- Commandeur du Nichan Iftikhar[réf. nécessaire]

### Appartenance à des sociétés savantes
Gélineau était membre, notamment, de la Société de Médecine, de la Société d'Hypnologie, et de la Société Française d'Hygiène.

## Œuvres
- « Un des sièges de Blaye (1580) », Blaye, Brunette, 1880, 70 p. (lire en ligne)
- « Etudes médicales sur l’île de Mayotte » (1854)
- « Histoire de Blaye » (1885)
- « Maladies et hygiène des gens nerveux » (1893)
- « Phobies » (1896)
- « Hygiène de l’oreille et des sourds » (1898)
- « Epilepsies » (1901)
- « Histoire du bagne » (1903)
- « Penseurs et savants, leurs maladies, leur hygiène » (1904)
- « Souvenirs de l'île de La Réunion », Vigot frères (réimpr. le Corridor bleu, 2014) (1re éd. 1905) (lire en ligne).